# Z (computerspel)
Z is een real-time strategy computerspel van de Bitmap Brothers. In het spel vechten twee robotlegers tegen elkaar om verschillende planeten te veroveren. Een vervolg, Z:Steel Soldiers, is in 2001 uitgegeven.

## Spelverloop
Aan het begin van elke missie krijgt elke deelnemer de controle over een fort en een kleine groep eenheden.
Gebieden met gebouwen en fabrieken kunnen in het bezit komen van de speler door met een eenheid de respectievelijke vlag van dat gebied in bezit te nemen. Alle gebouwen binnen dit gebied worden eigendom van de speler.
Het doel van het spel is om het fort van de tegenstander uit te schakelen: door met een eenheid het fort binnen te lopen of door het kapot te schieten. De overwinning wordt ook behaald door het uitschakelen van alle vijandelijke eenheden.
Na een succesvol volbrachte missie volgt een filmpje waarin het robotleger verplaatst wordt naar de volgende locatie om daar weer een nieuwe missie te volbrengen.

## Werelden
De gevechten vinden plaats op verschillende planeten, elk met een eigen type omgeving. Op elke planeet zijn er 4 missies. Na een uitbreiding die volgde zijn er per wereld nog eens enkele missies bijgevoegd. In plaats van 20 missies waren er nu 31. Missie 21 was ook weer een woestijn, net als missie 1, alleen zijn vanaf dan alle robotten en machines te krijgen. Z-95 kwam ook met de Z-Editor waarmee je zelf levels kon bewerken. De Windows 95 versie werd erg populair, omdat deze makkelijker te gebruiken was op Windows XP. Voorheen had je DOS-Box (een MS-DOS-emulator voor Windows XP) nodig om Z te kunnen spelen. Deze uitbreiding was te kopen als Z-95, het computerspel maar dan met een Win-32 hoofdmenu, waarin je de missies kan selecteren, in plaats van de originele DOS-versie.
- Woestijn: een droge, open en weinig begroeide omgeving, waarin eenheden langzaam bewegen. In de verschillende missies krijgt de speler te maken met rivieren en eilanden. Vlaggen kunnen hier ook op de eilanden staan, zodat ze alleen door infanterie zijn te veroveren.
- Vulkanisch: lavastromen blokkeren hier en daar de doorgang voor de robotten.
- Poolstreek: een bevroren wereld van sneeuw en ijs en rotsformaties.
- Jungle: een groene wereld met moerassen en ondoordringbare stukken bos. Krokodillen eten robots in de moerassen die staan te niksen.
- Stedelijk: een vergaan industrieel complex met gevaarlijke situaties. Riool monsters verrassen robots die door het water lopen.